# الشادكة (عزابة)
الشادكة هو دُوَّار يقع بجماعة عزابة، إقليم صفرو، جهة فاس مكناس في المملكة المغربية. ينتمي الدوّار لمشيخة عزابة التي تضم 4 دواوير. يقدر عدد سكانه بـ 572 نسمة حسب الإحصاء الرسمي للسكان والسكنى لسنة 2004.

## روابط خارجية
- البوابة الوطنية للجماعات الترابية
- المندوبية السامية للتخطيط